# Bart Howard
Bart Howard (Howard Joseph Gustafson), född 1 juni 1915 i Burlington i Iowa, död 21 februari 2004 i Carmel i delstaten New York, var en amerikansk kompositör.
Han är mest känd för att ha skrivit den kända jazzstandarden "Fly Me to the Moon", som framförts av (bland andra) Frank Sinatra, Ella Fitzgerald, Nancy Wilson, Tom Jones, Diana Krall och Astrud Gilberto. Den sjöngs först 1954 av Felicia Sanders på cluben "Blue Angel" på Manhattan där Howard blev konferencier och ackompanjatör 1951. Sången fick stor uppmärksamhet när Peggy Lee sjöng den på Ed Sullivan Show ett par år senare och även om Howard under hela sin livstid förknippades med just denna sång så hade han fyrtionio andra sånger på sin lista.
Han började sin karriär som ackompanjatör vid sexton års ålder och spelade för Mabel Mercer, Johnny Mathis och Eartha Kitt och många fler.